# Bracon praecox
Bracon praecox är en stekelart som först beskrevs av Wesmael 1838.  Bracon praecox ingår i släktet Bracon och familjen bracksteklar. Arten är reproducerande i Sverige.

## Underarter
Arten delas in i följande underarter:
- B. p. elongatus
- B. p. biorrhizae